# Revsvalting
Revsvalting (Baldellia repens) är en svaltingväxtart som först beskrevs av Jean-Baptiste de Lamarck, och fick sitt nu gällande namn av Ooststr. Enligt Catalogue of Life ingår Revsvalting i släktet flocksvaltingar och familjen svaltingväxter, men enligt Dyntaxa är tillhörigheten istället släktet flocksvaltingar och familjen svaltingväxter. Enligt den svenska rödlistan är arten starkt hotad i Sverige. Arten förekommer i Götaland. Artens livsmiljö är sjöar och vattendrag, jordbrukslandskap.

## Underarter
Arten delas in i följande underarter:
- B. r. baetica
- B. r. cavanillesii
- B. r. repens